# Риба-меч
Риба-меч, або мечорил (Xiphias gladius) — єдиний сучасний представник роду Xiphias, родини Мечорилих (Xiphiidae), ряду окунеподібних. Раритетний вид риб, занесений до Червоного списку МСОП та інших природоохоронних документів.

## Етимологія
Назва походить від грец. ξίφος і лат. gladius, обидва слова означають «меч».

## Опис
Розміри риби можуть становити до 4,5 метрів, вага — до 400 кг, іноді більше (найбільша зафіксована вага — 537 кг). Свою назву риба отримала завдяки дуже видовженій та сплющеній верхній щелепі, яка має вигляд меча та складає до третини довжини риби. Тіло витягнуте, торпедоподібне. Хвостовий відділ тулуба має кіль. Хвостовий плавець у формі півмісяця. Спинний та анальний плавці складаються з передньої та задньої частини, які розділені широким проміжком. Передні частини плавців представлені трикутними загостреними лопатями, а задні дуже невеликі та віднесені до хвостового відділу. Черевні плавці відсутні. Зяброві пелюстки зростаються у сітчасту пластинку. Зуби відсутні.

## Поширення
Вид поширений зазвичай у тропічних та субтропічних водах, рідше зустрічається в помірних та холодних водах (до Ісландії та Норвегії). В Україні іноді зустрічається в Чорному та Азовському морях, заходячи сюди із Середземного моря для нагулу.

## Спосіб життя
Риба меч — типовий мешканець відкритого океану, у прибережній зоні зустрічається дуже рідко. Надає перевагу теплим морям, але може зустрічатися у широкому діапазоні температур (від 12°С та вище). Дуже вправно плаває, може розвивати швидкість до 130 км/год. Тримається зазвичай поодинокими особинами, але при наявності великої кормової бази можуть утворювати скупчення, однак при цьому тримаються на відстані одна від одної. Дорослі особини судячи з усього здійснюють міграції між районами нересту у тропічних водах та багатими на корм районами у помірних та холодних морях. 
Кормову базу складають головоногі молюски та пелагічна риба, іноді досить великих розмірів (тунець та навіть акули). Взагалі меч-риба досить агресивна, вона полює на будь-яку здобич, з якою може впоратись. Відомо багато випадків нападу риби на пірнальників та навіть кораблі. Зважаючи на розміри риби вона може пробити металеву обшивку судна завтовшки 20 мм.

## Розмноження
Статевої зрілості досягає у віці 5 — 6 років, при розмірах 140 — 170 см. Нерест у тропічних районах при температурі води не нижче 23,5°С. Плодючість дуже висока (мільйони ікринок). Ікра крупна (1,5 — 1,8 мм), пелагічна, має велику жирову краплю. Личинки, що з'явились мають коротке рило, але вже при довжині 6 — 8 см верхня щелепа починає подовжуватись. Личинки та мальки мають луску та зуби. Личинки живляться спочатку зоопланктоном, але вже при довжині 1 см переходять на полювання за молоддю риб. Вже на 1 році життя молодь досягає довжини 50 — 60 см.

## Охорона
На більшій частині ареалу стан природних популяцій виду залишається більш-менш стабільним. Саме тому він, згідно з Червоним списком МСОП, отримав охоронний статус «відносно благополучний вид». Але в окремих регіонах спостерігається тенденція до зниження чисельності популяції виду. Тому риба-меч занесена до Червоної книги України (охоронна категорія: зникаючий вид) та Червоної книги Чорного моря (охоронна категорія: вид перебуває в небезпечному стані).

## Практичне значення
Меч-риба має велике промислове значення, оскільки її м'ясо дуже смачне, приємного рожевого кольору та не має дрібних кісток, тільки хребет. Вважається улюбленою рибою на Сицилії. Також є об'єктом спортивного лову, у деяких країнах, зокрема на Кубі проводяться змагання з вилову меч-риби спінингом.